# Im Märzen der Bauer

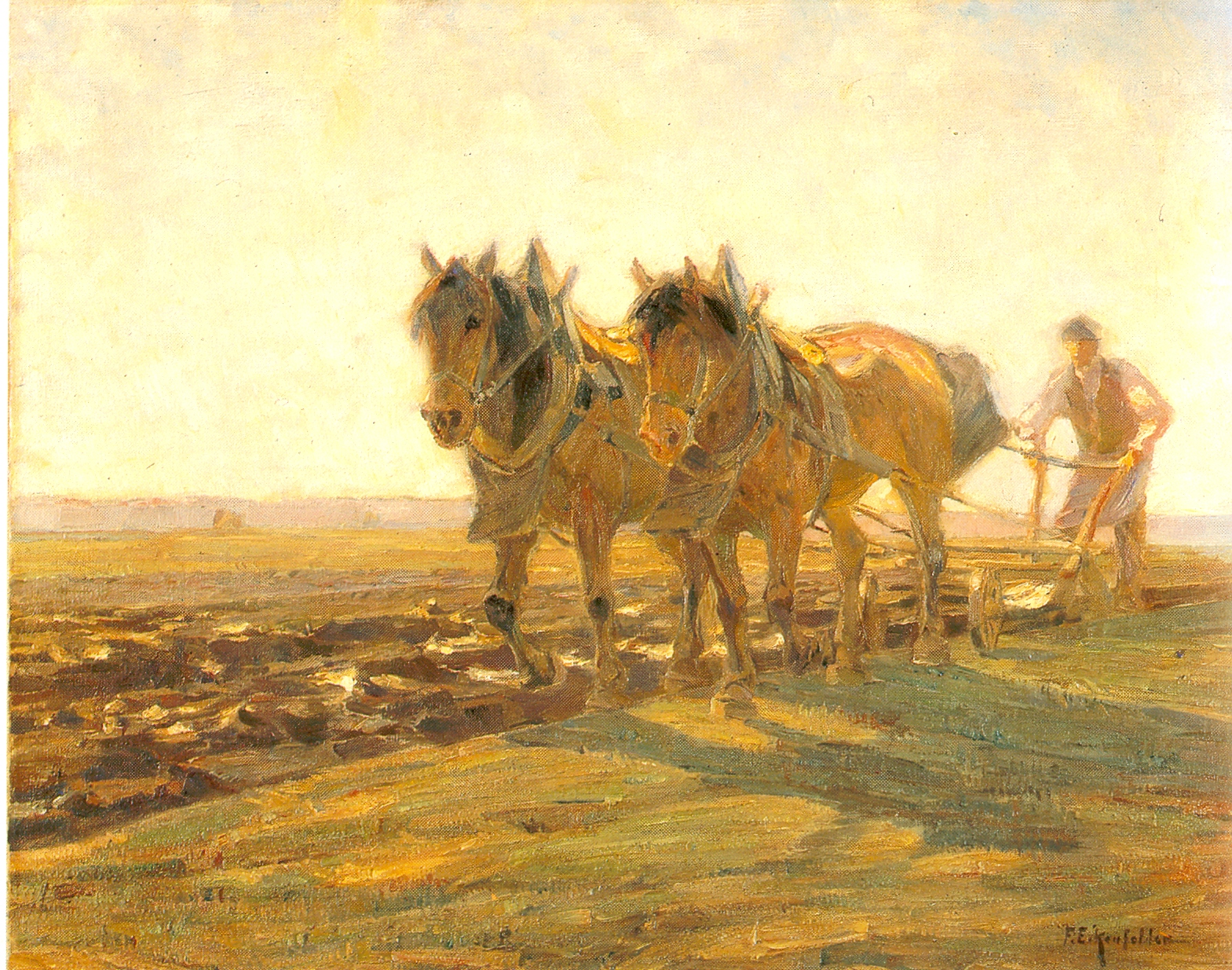
Mit Rössern pflügender Bauer. Gemälde von Friedrich Eckenfelder, 1908

Im Märzen der Bauer ist ein Volks- und Kinderlied aus Mähren. Es wurde zuerst 1905 unter dem Namen Bauernlied veröffentlicht.

## Beschreibung
Es ist eine stark vereinfachte, idealisierte Darstellung der bäuerlichen Tätigkeiten im 19. und frühen 20. Jahrhundert. Es gibt mehrere Versionen, darunter eine ältere, vierstrophige, die 1905 von Josef Pommer erstmals herausgegeben wurde, und eine heute bekanntere neuere mit drei Strophen, die eine Umdichtung Walther Hensels aus seiner Liedersammlung Das Aufrecht Fähnlein von 1923 ist. Beide tragen den Titel „Bauernlied“. In der älteren von Pommer herausgegebenen Fassung werden in der ersten und zweiten Strophe das Begradigen des Ackers, das Pflügen, Eggen und Säen, sowie das Pflanzen und Veredeln der Bäume erwähnt:
Im Märzen der Bauer die Rößlein einspannt.

Er pfleget und pflanzet all’ Bäume und Land.

Er ackert, er egget, er pflüget und sät,

und regt seine Hände gar früh und noch spät.

Den Rechen, den Spaten, die nimmt er zur Hand

und setzet die Wiesen in ebenen Stand;

auch pfropft er die Bäume mit edlerem Reis’

und spart weder Arbeit, noch Mühe, noch Fleiß.
Die Ernte wird von den Bauersleuten und ihrem Gesinde rechtzeitig eingebracht, um im Winter ihr Auskommen zu finden. Das Landleben wird als fröhlich und unbeschwert geschildert.
Walther Hensel erwähnt die Bauersleute und das fröhliche Gesinde beim Pflügen, Eggen, Säen und Graben und Rechen. Im Unterschied zu Pommer betont er die Heuernte, die Getreideernte und das Dreschen des Getreides:
So geht unter Arbeit das Frühjahr vorbei,

dann erntet der Bauer das duftende Heu;

er mäht das Getreide, dann drischt er es aus:

im Winter, da gibt es manch fröhlichen Schmaus.
Gesungen werden beide Fassungen meist zur gleichen Melodie. Gelegentlich werden die Textfassungen vermischt. Die Melodie wurde von einem älteren Kalenderlied übernommen (siehe auch den Abschnitt „Geschichte“).

## Geschichte
Im Märzen der Bauer geht auf das Kalenderlied So hasset die Sorgen zurück. Dort heißt es in der März-Strophe bereits ähnlich:
Im Märzen der Bauer die Ochsen einspannt,

bearbeit die Felder, besäet das Land,

er pflanzet und pelzet all Bäumlein im Land,

das bringet uns alle in frölichen Stand.
Dieses Lied war weit verbreitet und verwendete je nach Region unterschiedliche Melodien. Es ist erstmals 1908 in Schlesien zusammen mit der heute gesungenen Melodie nachzuweisen. Diese Melodie weist Ähnlichkeiten mit dem Lied Wann d’ Hoffnung nicht wär aus Valentin Rathgebers Tafel-Confect Band II (Augsburg 1737) auf. Der Melodiebeginn entspricht den ersten vier Takten des ersten Menuetts von Wolfgang Amadeus Mozarts Haffner-Serenade KV 250 (Salzburg 1776), allerdings in Moll stehend. Der älteste Nachweis für die von Pommer veröffentlichte Textfassung stammt von 1884: Der Männergesangsverein Sternberg im Sudetenland hatte dieses Lied für einen Wettbewerb verfasst und an Pommer gesandt.
Walther Hensels Bearbeitung von 1923 wurde von der musikalischen Jugendbewegung verbreitet und so wesentlich populärer, auch wenn sie die alte Fassung nie ganz verdrängte. Hensel begründete seine Neufassung folgendermaßen: „Obwohl vom Landvolk gesungen, ist es doch kein Volkslied; der mitunter geschraubte, unvolkstümliche Text musste erst überarbeitet werden“. Hensels Fassung ist leichtfüßiger, aber ebenfalls idealisierend: Sie spiegelt damalige städtisch-bürgerliche Vorstellungen über das Landleben wider. Eine Variante aus Thüringen unterstreicht dies, indem sie auf einer veränderten Melodie die Strophen in ein „Fidiralla“ münden lässt. Im Laufe der Zeit wurde das Lied weiter aktualisiert und umgedichtet: Eine Variante aus dem 1972 erschienenen DDR-Liederbuch Sing mit, Pionier fügt den ansonsten fast unveränderten Text Hensels eine vierte Strophe über die Landwirtschaftlichen Produktionsgenossenschaften zu. In den westlichen Bundesländern wurde es zum Protestlied gegen Atomkraft und Umweltverschmutzung umfunktioniert.

## Melodie
Quelle